# Prosopocera lepesmei
Prosopocera lepesmei är en skalbaggsart som först beskrevs av Jean François Villiers 1941.  Prosopocera lepesmei ingår i släktet Prosopocera och familjen långhorningar.
Artens utbredningsområde är Gabon. Inga underarter finns listade i Catalogue of Life.